# Петилий (трибун 441 пр.н.е.)
Петилий (на латински: Poetilius) e политик на Римската република през втората половина на 5 век пр.н.е. Произлиза от плебейската фамилия Петилии.
През 441 пр.н.е. Петилий е народен трибун. Вероятно е брат на Петилий (народен трибун 442 пр.н.е.).